# Regiões do Chile

Mapa das regiões do Chile.

Para fins de governo e administração interior do Estado, o território chileno se divide em regiões e as regiões em províncias. Para fins de administração local, as províncias se
dividem em comunas.
Os nomes das comunas correspondem aos estipulados nas leis e decretos-leis que as criaram.
As comunas, apenas para fins de censo, se dividem em distritos (Distritos censales).
As comunas chilenas equivalem aos municípios brasileiros, possuindo, em sua grande maioria, zona urbana e zona rural. A sede da administração da comuna está localizada na zona urbana principal da comuna, que corresponde a cidade de mesmo nome da comuna.
O Chile está dividido em 16 regiões, 57 províncias e 346 comunas.
No dia 2 de outubro de 2007 a XIV Região de Los Rios foi desmembrada da X região de Los lagos.
Em 9 de outubro de 2007 a I Região de Tarapacá foi dividida dando origem à XV Região de Arica e Parinacota.
Em 6 de setembro de 2018 a VIII Região de Biobío foi dividida dando origem à XVI Região de Ñuble.
Abaixo segue a relação das 16 regiões (do norte para o sul):
| Imagem | Bandeira | Nome da região                                   | População (2017) | Superfície (km²) | PIB per capita (USD) | Capital      | Capital |
| ------ | -------- | ------------------------------------------------ | ---------------- | ---------------- | -------------------- | ------------ | ------- |
|        |          | Região de Arica e Parinacota                     | 226 068          | 16 873,3         | 18 308               | Arica        |         |
|        |          | Região de Tarapacá                               | 330 558          | 42 225,8         | 29 129               | Iquique      |         |
|        |          | Região de Antofagasta                            | 607 534          | 126 049,1        | 30 698               | Antofagasta  |         |
|        |          | Região de Atacama                                | 286 168          | 75 176,2         | 28 979               | Copiapó      |         |
|        |          | Região de Coquimbo                               | 757 586          | 40 579,9         | 14 338               | La Serena    |         |
|        |          | Região de Valparaíso                             | 1 815 902        | 16 396,1         | 14 510               | Valparaíso   |         |
|        |          | Região Metropolitana de Santiago                 | 7 112 808        | 15 403,2         | 24 850               | Santiago     |         |
|        |          | Região de Libertador Geral Bernardo O'Higgins    | 914 555          | 16 387,0         | 14 840               | Rancagua     |         |
|        |          | Região de Maule                                  | 1 044 950        | 30 296,1         | 12 695               | Talca        |         |
|        |          | Região de Ñuble                                  | 480 609          | 13 178,5         |                      | Chillán      |         |
|        |          | Região de Biobío                                 | 1 538 194        | 23 890,2         | 13 281               | Concepción   |         |
|        |          | Região da Araucanía                              | 957 224          | 31 842,3         | 11 064               | Temuco       |         |
|        |          | Região de Los Ríos                               | 384 837          | 18 429,5         | 11 824               | Valdivia     |         |
|        |          | Região de Los Lagos                              | 828 708          | 48 583,6         | 12 196               | Puerto Montt |         |
|        |          | Região de Aysén de Geral Carlos Ibáñez del Campo | 103 158          | 108 494,4        | 13 085               | Coyhaique    |         |
|        |          | Região de Magalhães e Antártica Chilena          | 166 533          | 132 297,2        | 15 601               | Punta Arenas |         |